# Gryllus jamaicensis
Gryllus jamaicensis är en insektsart som beskrevs av Walker, T.J. 2009. Gryllus jamaicensis ingår i släktet Gryllus och familjen syrsor. Inga underarter finns listade i Catalogue of Life.